# A Week Away
Pour plus de détails, voir Fiche technique et Distribution.
A Week Away est un film musical américain réalisé par Roman White (en), sortie en 2021 sur Netflix.

## Synopsis
Will (Kevin Quinn) évite un centre de détention pour mineurs et va dans un camp d’été chrétien. Il se lie à George (Jahbril Cook) et Avery (Bailee Madison) pour remporter les compétitions du camp. Alors qu’il ne s’y attendait pas, il découvre des gens qui tiennent à lui.

## Fiche technique
Sauf indication contraire, les informations mentionnées dans cette section peuvent être confirmées par la base de données cinématographiques IMDb,  présente dans la section « Liens externes ».
- Titre original : A Week Away
- Titre français :
- Réalisation : Roman White (en)
- Scénario : Alan Powell (en) et Kali Bailey
- Musique : Adam Watts (en)
- Photographie : James King
- Pays d’origine :  États-Unis
- Langue originale : anglais
- Format : couleur
- Genres : Drame, romance et film musical
- Dates de sortie mondiale : 26 mars 2021 sur Netflix

## Distribution
- Bailee Madison (VF : Camille Donda) : Avery
- Kevin Quinn (VF : Julien Crampon) : Will Hawkins
- Jahbril Cook (VF : Gabriel Bismuth-Bienaimé) : George
- Kat Conner Sterling (VF : Emmylou Homs) : Presley
- Iain Tucker (VF : Gauthier Battoue) : Sean
- David Koechner (VF : Gérard Darier) : David
- Sherri Shepherd (VF : Annie Milon) : Kristin
- Ed Amatrudo (en) (VF : Olivier Chauvel) : Mark
- Steven Curtis Chapman (caméo)
- Amy Grant (caméo)

## Production

### Distribution des rôles
En 2019, Bailee Madison, Kevin Quinn, Sherri Shepherd et David Koechner ont rejoint le casting du film suivi de Jahbril Cook, Kat Conner Sterling et Iain Tucker,.

### Tournage
Le tournage a eu lieu à Nashville et au Camp Widjiwagan (en) dans le Tennessee du 15 Septembre 2019 au 12 Octobre 2019,.

## Accueil
Lors de sa sortie sur Netflix, le film a été no 3 dans la liste mondiale des films et des séries télévisées les plus populaires.

## Récompenses
| Année | Prix       | Catégorie                 | Intitulé    | Résultat |
| ----- | ---------- | ------------------------- | ----------- | -------- |
| 2021  | Dove Award | Film inspirant de l'année | A Week Away | Lauréat  |